# Covadonga nationalpark
Parque Nacional de Covadonga är en nationalpark i Spanien. Den ligger i den norra delen av landet, 300 km norr om huvudstaden Madrid. Parque Nacional de Covadonga ligger 1 529 meter över havet.